# Scriere creativă
Scrierea creativă este orice scriere care depășește limitele formelor normale ale literaturii profesionale (jurnalistice, academice sau tehnice), identificată de obicei prin accentul pus pe arta narativă, dezvoltarea personajelor și utilizarea limbajului figurativ. Din cauza lipsei unei definiții exacte, este posibil ca anumite scrieri, cum ar fi povestirile, să fie considerate scrieri creative, chiar dacă acestea se încadrează în genul jurnalism, deoarece conținutul caracteristicilor este concentrat în mod special pe narațiune și dezvoltarea personajelor. Atât lucrările fictive, cât și cele nonficționale se încadrează în această categorie, în diverse forme precum romane, biografii, povestiri și poezii. În mediul academic, scrierea creativă este de obicei separată în ficțiune și poezie, cu accent pe scrierea originală, în contrast cu imitarea genurilor preexistente, precum romanele de crimă sau groază. Scrierile pentru ecranizare și punere în scenă sunt adesea predate separat, dar se încadrează și în categoria scrierii creative. 
Scrierea creativă poate fi considerată din punct de vedere tehnic orice scriere de compoziție originală. În acest sens, scrierea creativă este o denumire contemporană și mai orientată spre proces pentru ceea ce a fost numit în mod tradițional literatură, incluzând varietatea genurilor sale.